# فلوردون
فلوردون (به انگلیسی: Flordon) یک روستا و محله مدنی در بریتانیا است که در South Norfolk واقع شده‌است. فلوردون ۳٫۷۴ کیلومتر مربع مساحت و ۲۸۱ نفر جمعیت دارد.